# Hymenaea intermedia
Hymenaea intermedia är en ärtväxtart som beskrevs av Adolpho Ducke. Hymenaea intermedia ingår i släktet Hymenaea och familjen ärtväxter.

## Underarter
Arten delas in i följande underarter:
- H. i. adenotricha
- H. i. intermedia